# Ретик (річка)
Ре́тик — річка в Україні, в межах Шосткинського (витоки) та Конотопського районів Сумської області. Права притока Реті (басейн Дніпра).

## Опис
Довжина річки 16 км, похил річки — 1,6 м/км, площа басейну 99,8 км². Долина коритоподібна, широка. Заплава двобічна, місцями заболочена. Річище слабозвивисте, у верхній течії випрямлене і каналізоване. У селі Дубовичах споруджено великий став.

## Розташування
Річка бере початок на південний захід від села Землянки. Тече спершу на південний захід, біля північно-західної околиці села Дубовичі, під прямим кутом повертає на південний схід, через кілька кілометрів знову під прямим кутом повертає на південний захід. У нижній течії перетинає великий лісовий масив. Впадає до Реті на північний схід від села Червона Гірка, що на схід від міста Кролевця. 
Річка протікає через села Дубовичі та Ретик.

## Природоохоронні території
- Ретинський заказник — ботанічний заказник місцевого значення площею 30 га. Розташований на відстані 4 км на схід від села Грузьке, у Гружчанському лісництві, в правобережній частині долини річки Ретик.
- Ретивський заказник — гідрологічний заказник місцевого значення площею 109 га. Розташований біля села Ретик і займає частину заплави річки Ретик.